# Siliștea (Suceava)
Siliștea es una localidad rumana del oraș de Liteni, en el condado de Suceava.

## Historia
Hacia finales del siglo XIX, la localidad, que ya por entonces pertenecía al condado de Suceava, formaba parte de la comuna homónima de Siliștea.
La localidad, que había terminado formando parte del oraș de Liteni, en el censo de 2021 tenía una población de 685 habitantes.